# Stanisław Leszczyński (radiolog)
Stanisław Zbigniew Leszczyński (ur. 29 maja 1922 w Łodzi, zm. 24 kwietnia 2017) – polski radiolog, prof. dr hab. n. med., jeden z pionierów zastosowania rezonansu magnetycznego w Polsce.

## Życiorys
Urodził się 29 maja 1922 roku w Łodzi. Jego matką była Stanisława Leszczyńska. Podczas II wojny światowej działał w konspiracji w Związku Jaszczurczym. Był kurierem, woził konspiracyjną prasę do Warszawy. 21 lutego 1943 r. został wraz z częścią rodziny aresztowany przez Gestapo, które poszukiwało jego brata Bronisława. Wraz z bratem Henrykiem został osadzony w obozie KL Mauthausen i przebywał w nim do wyzwolenia w maju 1945 roku.
Po wojnie służył w wojsku. Za sprawą pomyłki komisji poborowej został skierowany na Ziemie Odzyskane w charakterze radiologa, chociaż sam planował specjalizować się w kardiologii. W następnych latach pracował w szpitalu wojskowym w Warszawie. Po 1956 roku został docentem i otrzymał zgodę na wyjazdy zagraniczne. Za odmowę pisania dla służb raportu z wyjazdu przeniesiono go do Wojewódzkiego Szpitala Zakaźnego w Warszawie, w którym pracował do 2016 roku. 23 sierpnia 1980 roku dołączył do apelu 64 uczonych, pisarzy i publicystów do władz komunistycznych o podjęcie dialogu ze strajkującymi robotnikami.
W 1990 otrzymał tytuł profesorski. Jako pierwszy pełnił funkcję Naczelnego Rzecznika Odpowiedzialności Zawodowej w Naczelnej Izbie Lekarskiej, stanowisko piastował przez dwie kadencje. Zmarł 24 kwietnia 2017 roku.
Grał na cytrze, posiadał kolekcję cytr.

## Odznaczenia
- Krzyż Komandorski z Gwiazdą Orderu Odrodzenia Polski (2001)[5]
- Krzyż Oficerski Odznaki Honorowej za Zasługi dla Republiki (Austria, 2007)[6]